# Prussia-Museum
Das Prussia-Museum in Königsberg war die vorgeschichtliche Abteilung der Altertumsgesellschaft Prussia. Es hütete die Prussia-Sammlung mit Dokumenten und Exponaten zur Landes- und Volkskunde Ostpreußens.

## Geschichte
Das Museum befand sich im Königsberger Schloss zunächst im Königshaus, später im Erdgeschoss des Südflügels. Am Eingang stand der Mankesteen, das primitive mächtige Granitbild eines Gottes als Grenzmarke. 1924 wurde der Moskowitersaal in das Museum einbezogen. Ausgestellt waren auch der Schlitten, mit dem der Große Kurfürst im Januar 1679 die Jagd über das Kurische Haff geleitet hatte, die Fahnen und Uniformen der preußischen Regimenter und die Pfeilspitze, die der Ordensmarschall Erasmus von Reitzenstein jahrelang in seinem Kopf getragen hatte, sowie die 1939 gefundene Moorleiche Mädchen von Dröbnitz.
Von 1891 bis 1916 war Adalbert Bezzenberger Direktor des Museums. Zugleich war er Herausgeber der Sitzungsberichte der Altertumsgesellschaft Prussia, die 1844 von Ernst August Hagen gegründet worden war. Der letzte Direktor des Prussia-Museums war Wilhelm Gaerte.
1972 wurde in Düsseldorf eine „neue“ Prussia gegründet, um auch weiterhin „die kulturellen Leistungen Altpreußens sichtbar zu machen“. Reste der Prussia-Sammlung befinden sich bei der Stiftung Preußischer Kulturbesitz und in russischem oder polnischem Gewahrsam.